# Teplice nad Metují
Teplice nad Metují (en allemand : Weckelsdorf ou Wekelsdorf) est une ville du district de Náchod, dans la région de Hradec Králové, en Tchéquie. Sa population s'élevait à 1 580 habitants en 2022.

## Géographie
Teplice nad Metují se trouve dans la vallée de la Metuje, un affluent de l'Elbe, près de la frontière avec la Pologne, à 21 km au nord de Náchod, à 23 km au sud-ouest de Wałbrzych (Pologne), à 50 km au nord-est de Hradec Králové et à 136 km au nord-est de Prague.
La commune est limitée par la Pologne au nord, par Vernéřovice, Jetřichov, Meziměstí et Police nad Metují à l'est, par Žďár nad Metují et Česká Metuje au sud, et par Jívka et Adršpach à l'ouest.

## Histoire
La première mention écrite de la localité date de 1362.

## Administration
La commune se compose de dix sections :
- Bohdašín
- Dědov
- Dolní Teplice
- Horní Teplice
- Javor
- Lachov
- Libná
- Skály
- Teplice nad Metují
- Zdoňov

## Galerie

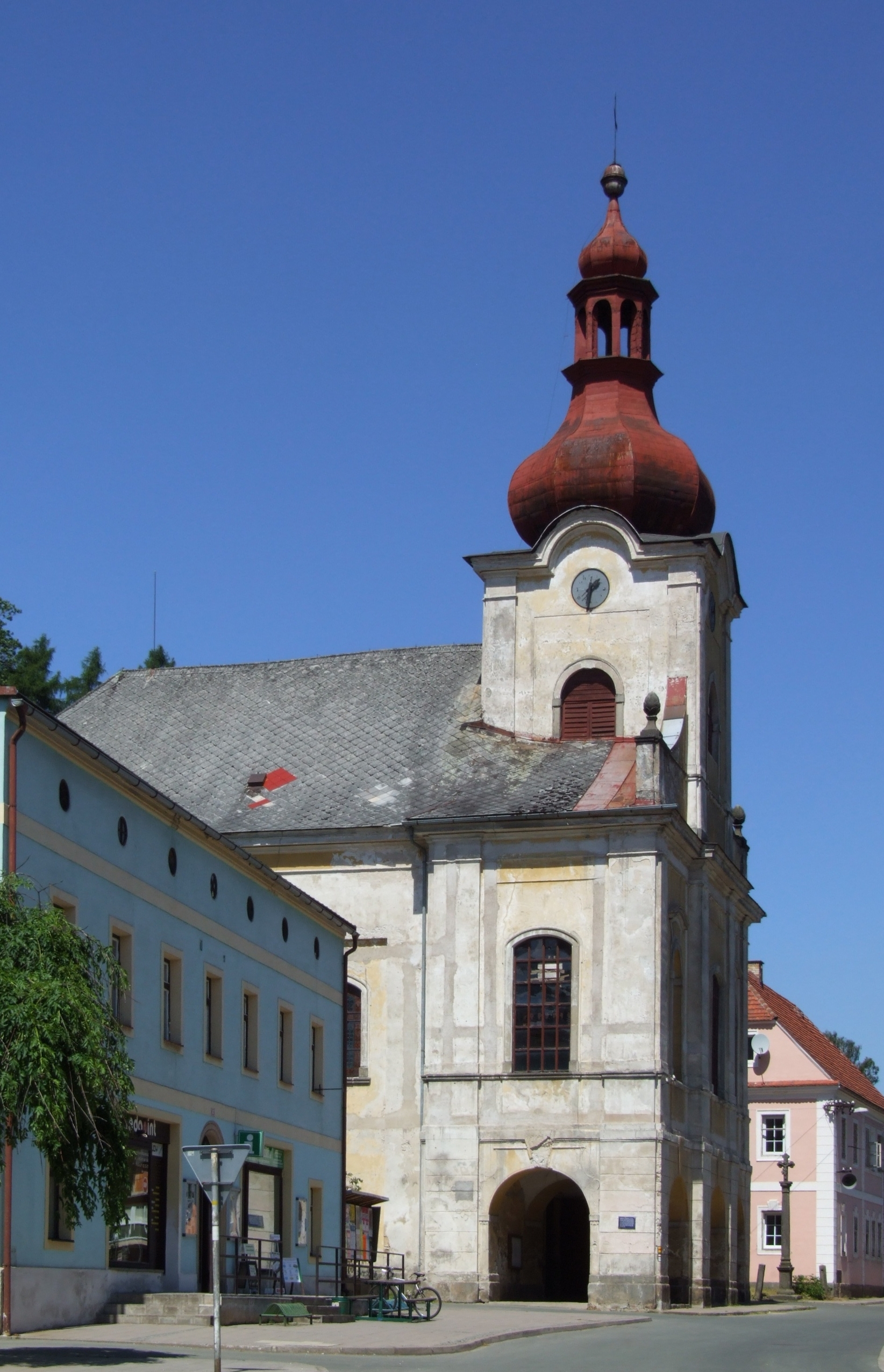
Église Saint-Laurent.
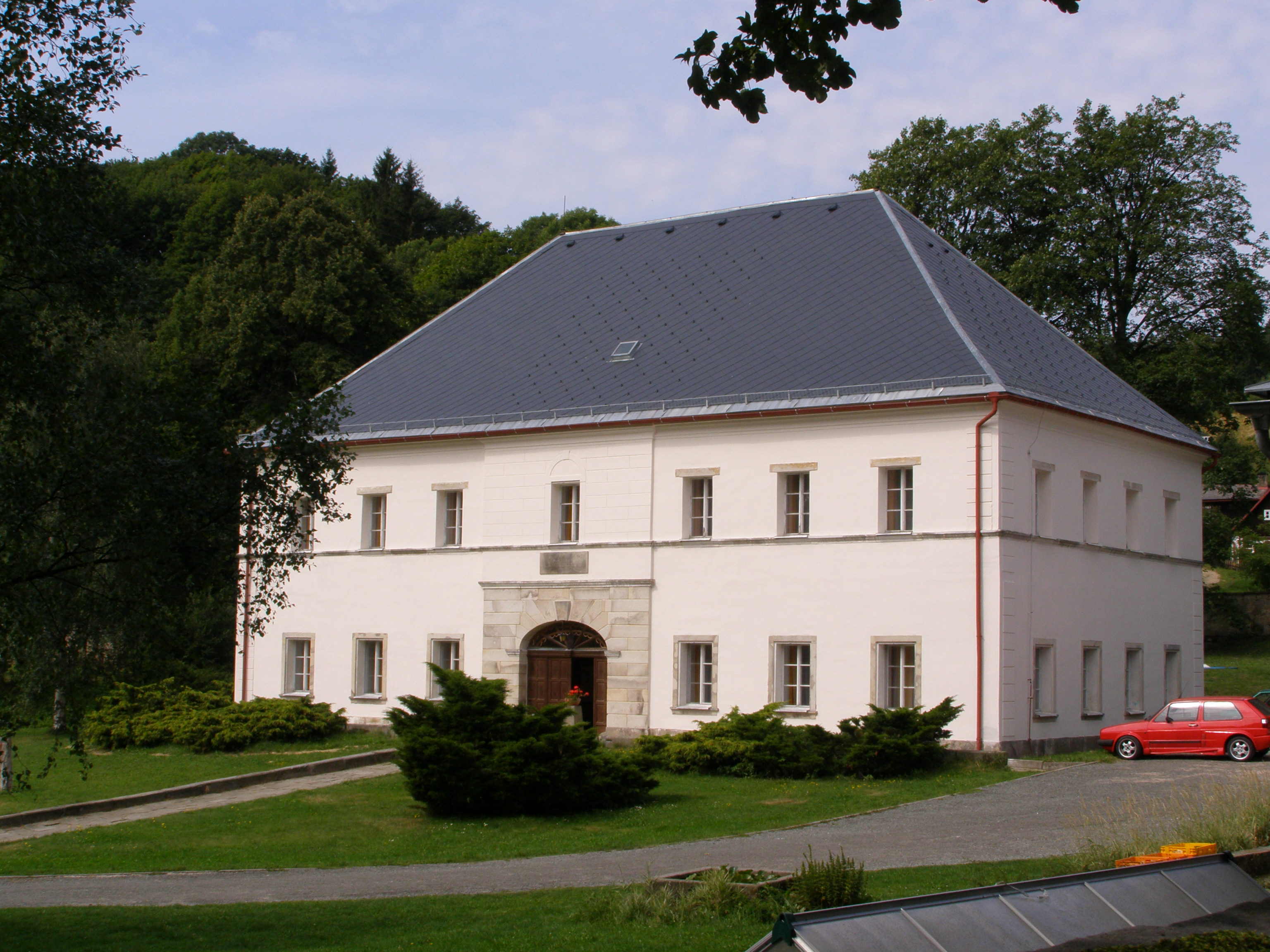
Château de Skály.
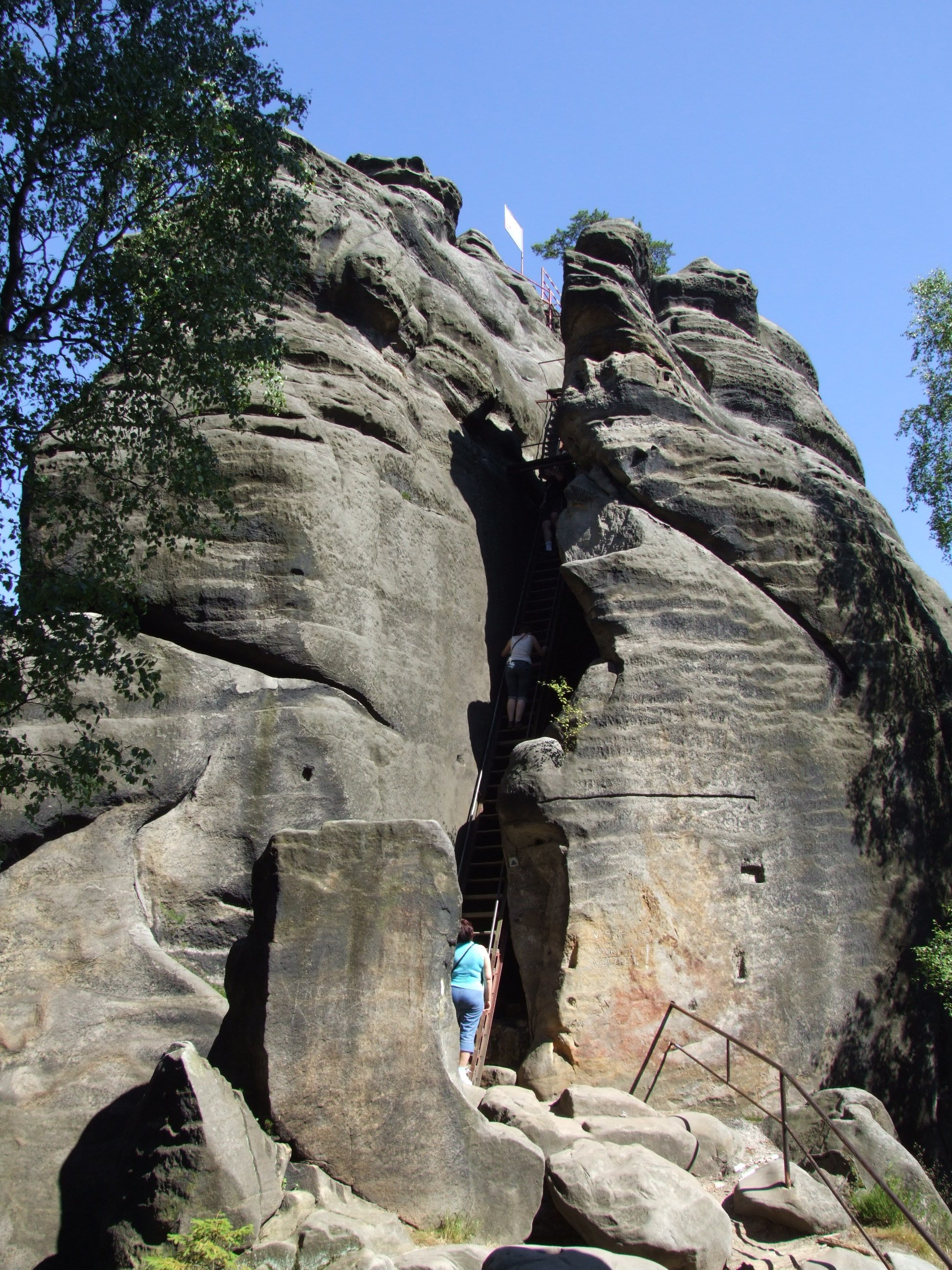
Rochers de Střmen.

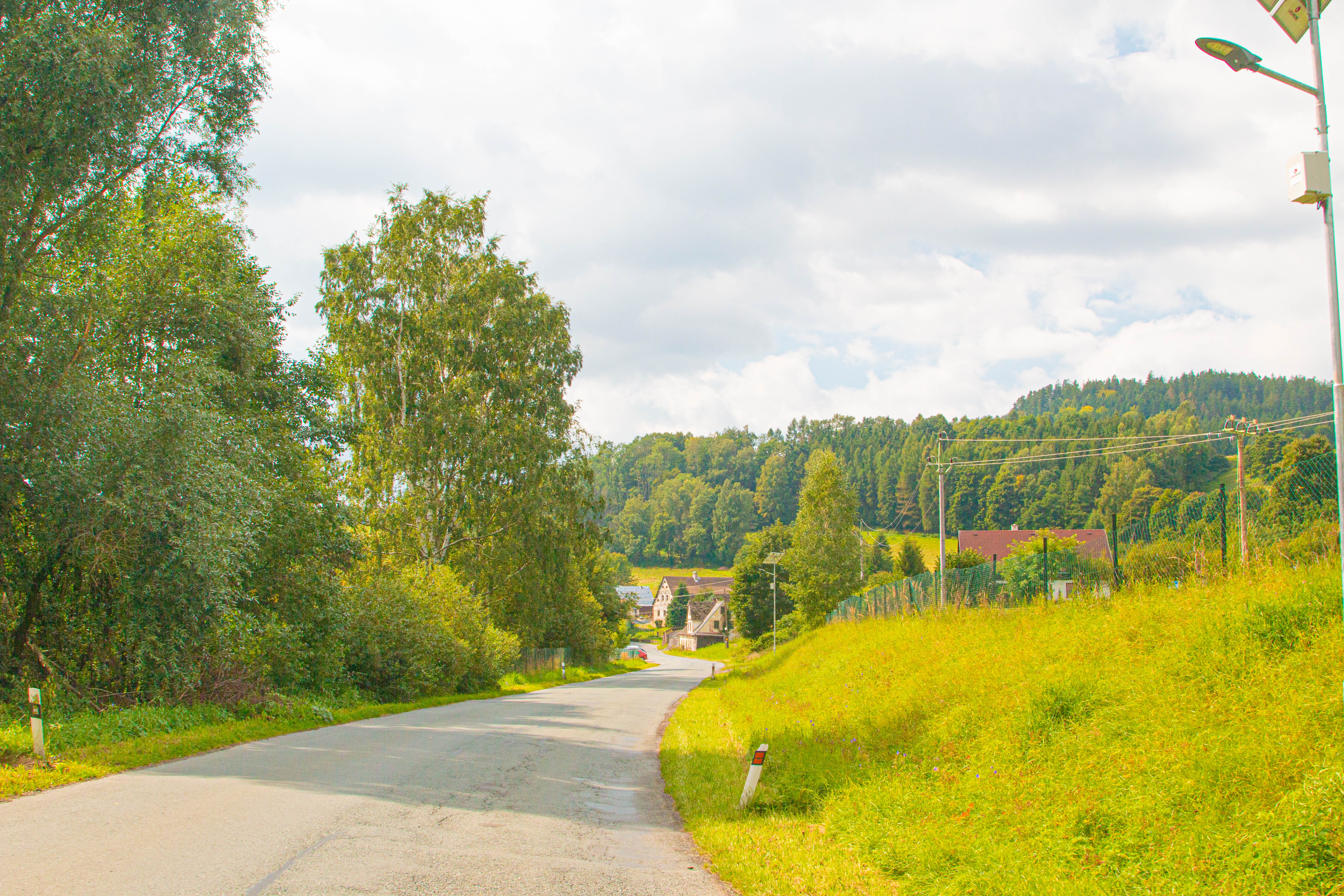
Rue Alois Jiráska.
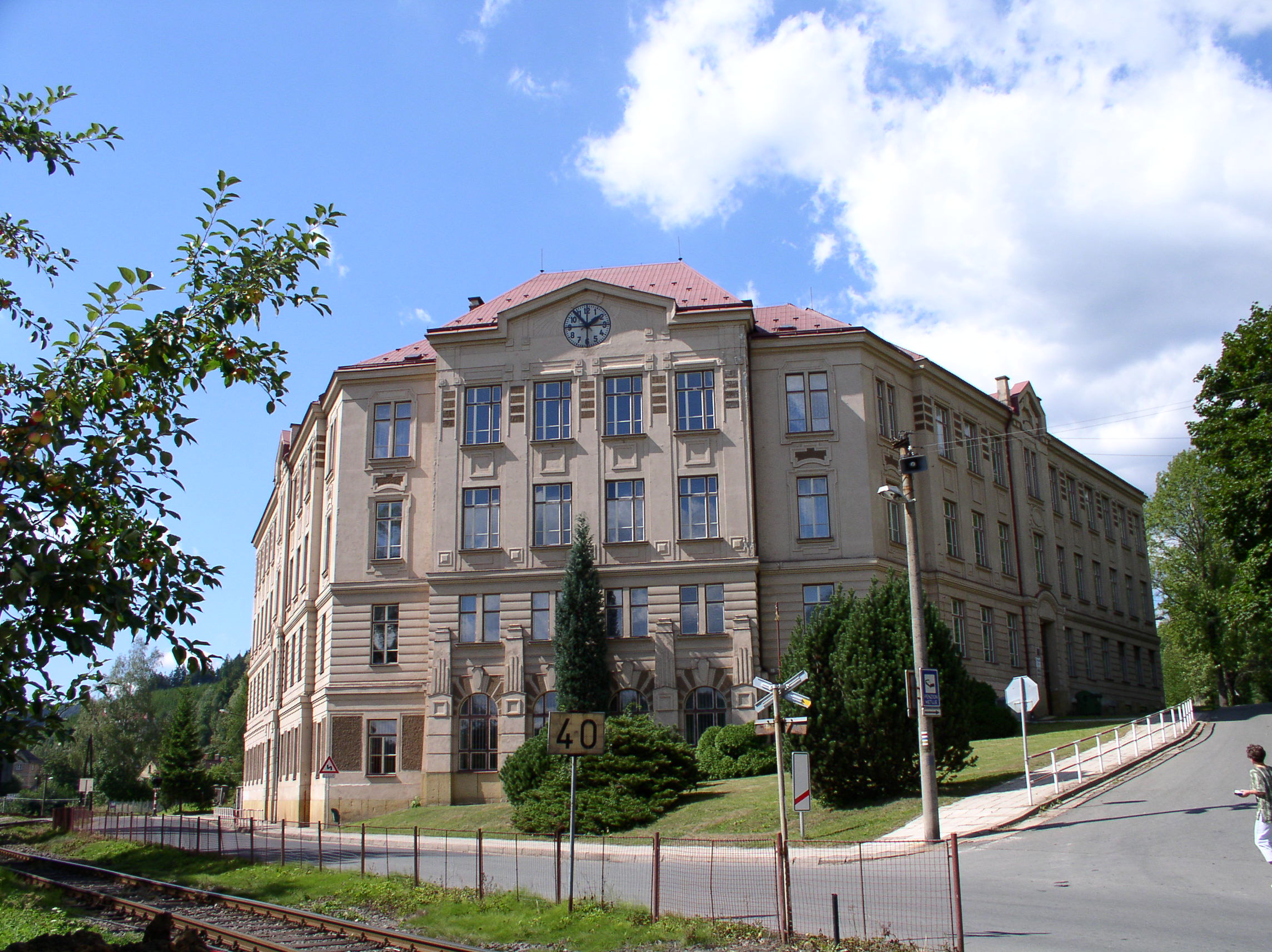
École de la rue Roosevelt.

## Transports
Par la route, Teplice Nad Metují se trouve à 10 km de Police nad Metují, à 27 km de Náchod, à 66 km de Hradec Králové et à 173 km de Prague. 